# Venise sauvée
Venise sauvée (Venice Preserv'd or a Plot Discovered en anglais) est une pièce de théâtre du dramaturge anglais Thomas Otway, écrite en 1682 et représentée pour la première fois la même année. La tragédie remporta un succès immense et immédiat : à l'exception des pièces de William Shakespeare, Venise sauvée est la pièce la plus jouée tout au long du XVIIe siècle et du XVIIIe siècle.

## Argument
L'intrigue s'inspire de La Conjuration des Espagnols contre la république de Venise en l'année 1618, de l'abbé de Saint-Réal. Elle s'organise essentiellement autour du couple formé par Jaffier, jeune Vénitien de haute extraction, et Belvidera, déshéritée par son père le sénateur Priuli. La loyauté de Jaffier hésite, tout au long des péripéties, entre sa fidélité au sénat et la tentation de participer à une conjuration en cours d'élaboration. Le conflit s'achève dans le sang par la mort des deux amants.

## Analyse
Il s'agit d'une pièce politique d’inspiration royaliste qui, tout comme l’Absalon et Achitophel de John Dryden, semble louer l’action du roi dans le cadre de la crise de l'Exclusion Bill. Otway substitue habilement la cité fluviale de Venise à celle de Londres, et les sombres intrigues sénatoriales de la pièce font écho aux manœuvres du comte de Shaftesbury. L’auteur parvint même à faire figurer le duc de Monmouth, héros de guerre et fils illégitime de Charles II, qui fut longtemps pressenti pour succéder au roi à la place de Jacques II. 
Venise sauvée constitue la synthèse parfaite entre les anciennes tragédies ou histoires politiques royalistes de Dryden et les nouvelles tragédies de la souffrance féminine. En effet, bien que l’intrigue semble à première vue une simple allégorie politique, l’action se concentre en réalité sur l’affection d’une femme pour un homme tourmenté et ingrat, et la plupart des scènes et des dialogues décrivent avec pathétique les souffrances qui en résultent.